# Smaragdina xanthaspis
Smaragdina xanthaspis – gatunek chrząszcza z rodziny stonkowatych i podrodziny zmróżek. Zamieszkuje Europę i Azję Zachodnią.

## Taksonomia
Gatunek ten opisany został po raz pierwszy w 1824 roku przez Ernsta Friedricha Germara pod nazwą Clythra xanthaspis.

## Morfologia
Chrząszcz o ciele długości od 4,5 do 6 mm. Głowa jest czarna z metalicznym połyskiem. Na czole gęsto wyrastają długie, sterczące włoski. Czułki są czarne z żółtymi członami od pierwszego do czwartego i żółtymi tylnymi krawędziami członów środkowych. Przedplecze jest metalicznie granatowe z szeroko obrzeżonymi żółto lub pomarańczowo krawędziami bocznymi, wyraźnie, głęboko, acz stosunkowo rzadko punktowane. Pokrywy są jednolicie metalicznie granatowe, gęsto okryte silnym i głębokim punktowaniem, układającym się w nieregularne rzędy podłużne, przy szwie wydzielające po dwa lekko sklepione międzyrzędy. Odnóża są głównie żółte do pomarańczowych, jedynie biodra i nasady ud mają czarny kolor. Odwłok u samicy wyróżnia się od tego u samca obecnością dołeczka na ostatnim sternicie.

## Ekologia i występowanie
Osobniki dorosłe polifagicznymi są foliofagami żerującymi na liściach drzew, krzewów i roślin zielnych. Wśród ich roślin żywicielskich wymieniane są brzoza brodawkowata, dęby, głóg jednoszyjkowy, topola osika, wierzby, dziurawce, koniczyny, lotosy, przeloty, szczawie i traganki. Larwy odżywiają się martwymi liśćmi. Aktywne osobniki dorosłe obserwuje się od maja do lipca.
Gatunek palearktyczny, znany z Francji, Niemiec, Szwajcarii, Austrii, Włoch, Czech, Słowacji, Węgier, Ukrainy, Mołdawii, Rumunii, Bułgarii, Słowenii, Chorwacji, Bośni i Hercegowiny, Serbii, Czarnogóry, Albanii, Macedonii Północnej, Grecji, europejskiej części Rosji, europejskiej i anatolijskiej części Turcji, Syrii i Izraela. Z Polski podany błędnie w XIX wieku. Na „Czerwonej liście gatunków zagrożonych Republiki Czeskiej” umieszczony został jako gatunek zagrożony wymarciem (EN).